# Anderson Peters
Anderson Peters (* 21. října 1997 Saint Andrew Parish) je grenadský atlet, jehož specializací je hod oštěpem. Je dvojnásobným mistrem světa a bronzovým olympijským medailistou z Paříže.

## Kariéra

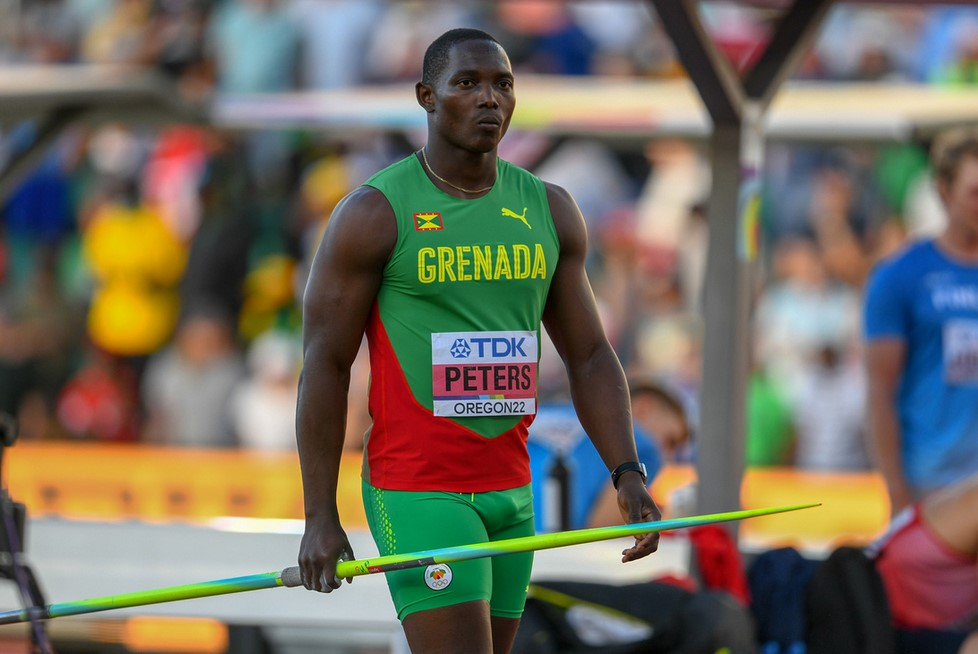
Mistrovství světa v atletice 2022 9. den Anderson Peters

Peters na sebe začal upozorňovat v letech 2016 a 2017, kdy poprvé přehodil hranici 80 metrů a začal sbírat úspěchy i na mezinárodním poli. Na MS v atletice v Londýně roku 2017 se ještě neprobojoval do finále, o dva roky později v katarském Dauhá však ve finále zvítězil výkonem 86,89 metru.

## Osobní rekordy
- Hod oštěpem – 93,07 m. (Dauhá, Katar, 2022) NR[2]